# Some Guy (The Walking Dead)
Some Guy là tập thứ tư trong Phần 8 của series phim truyền hình The Walking Dead. Tập phim được phát sóng trên kênh AMC của Mỹ vào ngày 12 tháng 11 năm 2017. Khi phát sóng tại Mỹ, tập phim đã được 8,69 triệu người xem trong đó có 3,9 triệu người từ 18-49 tuổi.

## Nội dung tập
Thời điểm trước khi cuộc chiến tranh chính thức nổ ra, ở The Kingdom, các binh lính đang chào tạm biệt người thân của mình trước khi lên đường chiến đấu. Sửa soạn đồ xong, Ezekiel bước đến chỗ toàn thể người dân đang đứng chờ. Ông đi tới đặt tay lên vai Henry và bảo cậu bé hãy dũng cảm lên. Sau đó, Ezekiel mỉm cười phát biểu trước người dân rằng dù phía trước khó khăn có trắc trở thế nào, chỉ cần họ đặt niềm tin vào ông, chiến thắng sẽ nằm chắc trong tay. "Hôm nay, tất cả chúng ta là một" – Ezekiel hô lớn trong khi những người xung quanh tụ lại ôm lấy ông.
Quay trở lại hiện tại, ở tiền đồn của The Saviors do quân của Ezekiel chịu trách nhiệm tấn công, ông tỉnh dậy chỉ để thấy xác chết đồng đội la liệt khắp nơi, trong đó có cả những người chấp nhận hy sinh để chắn đạn cho ông. Ezekiel loạng choạng ngồi dậy và bò đi do một chân bị thương. Cố kiểm tra một vài người khác để xem họ còn sống không, ông la lên trong tuyệt vọng khi thấy họ đều đã tắt thở.
Một lát sau, các binh lính The Kingdom đã chết bắt đầu biến đổi thành xác sống và tỉnh dậy. Ezekiel hoảng hốt bò lùi lại khi bị chính những người từng là đồng đội đuổi theo. Cuối cùng, Alvaro là người đã tới giải vây cho Ezekiel và dìu ông đi.
Trong khi đó, Carol một mình lẻn vào bên trong tiền đồn. Cô bắn chết một vài thành viên The Saviors đang chuẩn bị rời đi cùng những khẩu súng máy nguy hiểm mà chúng vừa dùng để tàn sát quân The Kingdom. Tuy nhiên, một vài tên khác đã phát hiện và dùng súng bắn đuổi cô rồi lấy lại đám súng.
Đang dìu Ezekiel, Alvaro bất ngờ bị Gunther – một thành viên The Saviors bắn chết. Hắn tước kiếm của ông và kéo ông quay trở lại phía tiền đồn, trong khi bầy xác sống đông đảo đi phía sau họ.
Carol bám theo những tên địch ra sân ngoài, nơi chúng đang chất những khẩu súng máy lên xe để chuẩn bị về The Sanctuary giải vây cho đồng bọn đang mắc kẹt bên trong.
Sau khi vấp chân ngã xuống, Ezekiel bảo rằng mình thà chết do bị xác sống ăn thịt còn hơn là sống để rồi bị lợi dụng làm hại đến người dân của mình. Tuy nhiên, Gunther liền dẫm lên vết thương trên chân của ông và bắt ông phải tiếp tục đứng dậy. Vừa lôi Ezekiel đi tiếp, hắn vừa mỉa mai việc ông dùng một con hổ để kể ra những câu chuyện nhảm nhí, giúp mình trở thành một "nhà vua" mị dân như hiện tại.
Carol cầm súng lao tới định ngăn chặn các thành viên The Saviors rời đi cùng đám súng nhưng lập tức bị một vài tên mai phục sẵn phản công. Cô buộc phải tránh đạn sau một chiếc ô tô.
Sau khi được Gunther dìu tới sát lớp hàng rào bao quanh tiền đồn, nhân lúc hắn sơ hở, Ezekiel liền giật lại thanh kiếm của mình và khiến hắn bị thương ở bụng. Tuy nhiên, Gunther đã một lần nữa không chế được ông và lấy lại thanh kiếm. Hắn dùng máu từ vết thương của mình bôi lên mặt Ezekiel rồi tiếp tục lôi ông đi.
Tới được một cánh cổng chỉ để thấy nó đã bị khóa, Gunther bực bội cởi chiếc áo khoác của Ezekiel ra phủ lên hàng rào để chuẩn bị trèo qua. Khi Ezekiel nói rằng ông không thể trèo nổi, hắn đáp rằng: "Mày không cần làm vậy" rồi đạp ngã ông. Gunther rút thanh kiếm ra và bảo Negan muốn bắt sống Ezekiel, Maggie & Rick để treo xác họ trước hàng rào The Sanctuary. Tuy nhiên theo hắn, chỉ cần lấy đầu ông mang về cắm trên cọc là đủ. Trước khi Gunther kịp vung kiếm xuống, Jerry bất ngờ lao tới từ sau và bổ người hắn làm đôi. Sau đó, anh ấy tiếp tục dùng rìu cố phá khóa cổng.
Trong lúc đang nấp sau chiếc ô tô, Carol trông thấy một nút bấm mở cổng hàng rào gần đó. Cô bèn giả vờ đầu hàng và bảo rằng mình sẽ khai ra đồng đội đang ở đâu nếu được tha mạng.
Vừa tra hỏi Carol, Yago – thành viên của The Saviors vừa ra hiệu cho Joey – một tên đồng bọn khác tiếp cận khám người cô. Ngay lập tức, Carol khống chế tên này, kề dao vào cổ hắn và yêu cầu những tên địch khác hạ súng xuống. Mặc dù vậy, Yago cùng đồng bọn vẫn quyết định xả súng về phía họ. Joey bị bắn chết trong khi Carol trước khi nằm xuống tránh đạn đã kịp nhấn vào nút kích hoạt mở cổng, giúp cho bầy xác sống bên ngoài hàng rào tràn vào.
Jerry móc chiếc rìu của mình vào dây khóa cổng và cố kéo đứt nó. Tuy nhiên, anh đã thất bại và khiến lưỡi rìu bị rơi khỏi cán. Ezekiel liền giơ kiếm lên và cùng Jerry sẵn sàng chiến đấu khi bầy xác sống phía sau đã tiến lại sát họ.
Kế hoạch của Carol phần nào đã thành công khi một vài thành viên The Saviors đã bị bầy xác sống tóm được trong khi những tên khác phải chĩa súng sang đối phó với chúng. Khi chỉ còn Yago và một tên khác sống, chúng liền chạy ra nấp sau xe do đạn đã gần hết. Carol nhặt một chùm chìa khóa từ xác của Joey rồi cầm súng xông ra hạ nốt những con walker vừa vào trong. Đúng lúc cô định lại gần xử lý Yago và tên kia, Carol quay sang nhìn và thấy Ezekiel cùng Jerry đang sắp thất thủ trước bầy xác sống đông đảo.
Trong cảnh quá khứ trước khi cùng binh lính The Kingdom lên đường, Ezekiel được Carol hỏi rằng liệu trước đây ông đã từng bao giờ chiến đấu chưa. Ezekiel đáp rằng ông đã chuẩn bị và rèn luyện từ rất lâu cho việc này. "Nếu được yêu cầu phải trở thành một người hùng, hãy trở thành một người hùng" – Ezekiel nhắc lại lời của Benjamin từng nói. Ông hỏi ngược lại rằng liệu Carol có phải vốn là một người mạnh mẽ và gan dạ như hiện tại không, nhưng Carol đáp rằng con người cô hiện tại là do cô quyết định trở thành.
Quay lại thời điểm hiện tại, Carol quyết định tới giải cứu Ezekiel & Jerry, dùng chùm chìa khóa cô vừa lấy được mở cổng cho họ và đành để Yago cùng tên đồng bọn chạy thoát cùng số súng. Khi họ đã vào trong an toàn, Carol nghe thấy tiếng xe mô tô gần đó và mỉm cười bảo rằng hai kẻ kia sẽ không thể mang được đám súng về The Sanctuary.
Bên ngoài đường, Daryl đang rú ga đuổi theo xe của Yago, theo sau bởi Rick đang cầm lái một chiếc ô tô. Tên đồng bọn của Yago ngồi sau xe bèn dùng súng máy xả về họ nhưng không thành công và bị Daryl bắn chết. Rick phóng xe lên đi ngang song song với xe của Yago và nhảy sang dùng dao đâm hắn, sau đó đẩy hắn ngã xuống đường. Chiếc xe bị mất lái, tông vào dải chắn bên đường và lao xuống vùng đất thấp bên dưới. Daryl đi tới thì thấy Rick vẫn bình an vô sự. Họ liền quay lại chỗ Yago xem hắn có còn sống không.
Carol và Jerry dìu Ezekiel lên đường về The Kingdom. Họ tiếp tục chống trả lại những con walker đang cố vây lấy. Cả ba tới được một con lạch và phát hiện ra nhiều xác sống hơn nữa đang ở đây. Ezekiel bảo hai người kia cứ việc bỏ ông lại vì ông chỉ là gánh nặng với họ. Khi Jerry bảo rằng anh ấy không thể bỏ "nhà vua" của mình lại, Ezekiel bảo rằng ông chẳng phải là "nhà vua" nào cả, chỉ là "một gã vô danh nào đó" thôi.
Đột nhiên, Shiva từ đâu xông tới và tấn công các xác sống, giúp giải vây cho họ. Ezekiel tuyệt vọng nhìn vật nuôi của mình bị bầy walker vây lấy xé xác. Ba người họ sau đó đành nhân cơ hội này trốn thoát.
Họ trở về The Kingdom trong bộ dạng kiệt quệ và thương tích đầy mình. Những người dân ở nhà tụ tập lại và nhận ra Ezekiel, Carol và Jerry là 3 người sống sót duy nhất sau trận chiến. Ezekiel chẳng nói lời nào mà chỉ lặng lẽ bỏ đi về nhà của mình.

## Diễn viên

### Diễn viên chính
- Andrew Lincoln vai Rick Grimes
- Norman Reedus vai Daryl Dixon
- Lauren Cohan vai Maggie Rhee*
- Chandler Riggs vai Carl Grimes*
- Danai Gurira vai Michonne*
- Melissa McBride vai Carol Peletier
- Lennie James vai Morgan Jones*
- Alanna Masterson vai Tara Chambler*
- Josh McDermitt vai Eugene Porter*
- Christian Serratos vai Rosita Espinosa*
- Seth Gilliam vai Gabriel Stokes*
- Ross Marquand vai Aaron*
- Jeffrey Dean Morgan vai Negan*
- Austin Amelio vai Dwight*
- Tom Payne vai Paul Rovia*
- Xander Berkeley vai Gregory*
- Khary Payton vai Ezekiel
- Steven Ogg vai Simon*
- Katelyn Nacon vai Enid*
- Pollyanna McIntosh vai Jadis*

### Diễn viên định kỳ
- Cooper Andrews vai Jerry
- Daniel Newman vai Daniel
- Charles Halford vai Yago
- Whitmer Thomas vai Gunther

*Không xuất hiện trong tập này

### Các diễn viên phụ khác
- Carlos Navarro vai Alvaro
- Macsen Lintz vai Henry
- Jason Burkey vai Kevin
- Nadine Marissa vai Nabila
- Keith Hudson vai Rudy
- Trey Butler vai Joey
- Cuyle Carvin vai Thành viên The Saviors

## Cái chết trong tập
- Daniel (Sau khi biến đổi)
- Alvaro
- Rudy
- Gunther
- Joey
- Shiva
- (Ít nhất) 7 thành viên của The Saviors
- (Ít nhất) 34 cư dân của The Kingdom

## Đánh giá
Tập phim nhận được phản hồi tích cực từ giới phê bình, với tỷ lệ số bài đánh giá theo hướng tích cực trên trang Rotten Tomatoes là 88% trong số 26 bài. Một vài người dành lời khen cho diễn xuất của Khary Payton (Ezekiel). Nhận xét ngắn gọn mà Rotten Tomatoes đưa ra là: "Bằng việc tập trung khai thác vào một nhân vật được nhiều khán giả yêu thích, "Some Guy" đã trở thành một tập phim cuốn hút nhưng cũng vô cùng đau lòng".

## Lỗi phim
- Mặc dù được nhìn thấy là một trong số những người nhảy tới chắn đạn cho Ezekiel, nhưng trong tập này sau khi Ezekiel tỉnh dậy và bò đi, xác của Daniel được nhìn thấy nằm cách khá xa đó.